# Thomas Mangani
Thomas Mangani (Carpentras, 29 april 1987) is een Frans voetballer die bij voorkeur als centrale middenvelder speelt. Hij tekende in 2015 bij SCO Angers.

## Clubcarrière
Mangani is afkomstig uit jeugd van AS Monaco, dat hem verhuurde aan Stade Brest, AC Ajaccio en AS Nancy. Hij speelde 45 competitieduels voor Monaco, waarvan 41 inde Ligue 1 en vier in de Ligue 2. In 2012 nam Nancy hem definitief over. Twee jaar later werd trok de middenvelder naar het Italiaanse Chievo Verona, waar hij weinig aan spelen toekwam. In januari 2015 verhuurde Chievo hem voor zes maanden aan Angers SCO, dat Mangani nadien definitief overnam. Met Angers bereikte hij tijdens het seizoen 2014/15 de derde plaats in de Ligue 2, waardoor de club promoveerde naar de Ligue 1.